# Saint-Roch-de-Mékinac
Pour les articles homonymes, voir Saint-Roch (homonymie) et Mékinac (homonymie).
Saint-Roch-de-Mékinac est une municipalité de paroisse du Québec (Canada) située dans la municipalité régionale de comté de Mékinac et dans la région administrative de la Mauricie.

## Toponymie
La paroisse Saint-Roch a été nommée en l'honneur de Roch de Montpellier. Le terme Mékinac s'associe à plusieurs homonymies du secteur: rivière Mékinac, Saint-Joseph-de-Mékinac, Lac Mékinac.

## Géographie
Le territoire municipal couvre les deux côtés de la rivière Saint-Maurice. Bien que le village soit situé à l'est de la rivière St-Maurice (soit dans la Seigneurie de Batiscan), le territoire de la municipalité est beaucoup plus grand en superficie du côté ouest de la rivière. Le village actuel de Saint-Roch-de-Mékinac est situé au sommet d'une colline sur le côté est de la rivière Saint-Maurice. Tandis que l'ancien village a été immergé à la suite de l'érection du barrage hydro-électrique de Grand-Mère.
Le centre du village de Saint-Roch-de-Mékinac est situé à environ 5 km en aval de l'embouchure de la rivière Mékinac. Les deux îles situés juste en face du village de Saint-Roch sur la rivière Saint-Maurice sont les îles aux Pins et l'île du Nord. Elles sont situées à environ 5 km en amont de l'embouchure de la Rivière à la Pêche (Saint-Jean-des-Piles) en aval de l'île aux Bouleaux et de l'embouchure de la rivière Mékinac.
Du côté est de la rivière Saint-Maurice, le principal plan d'eau est le Second lac Roberge dont le plan d'eau supérieur est les Lacs de la chute. Le Second lac Roberge est adjacent au Lac Roberge et se déverse vers le sud-est dans la rivière Mékinac. Le Lac Vlimeux est situé sur la frontière entre Sainte-Thècle, Grandes-Piles et Saint-Roch-de-Mékinac.
La rivière Mékinac coule dans la municipalité de Saint-Roch-de-Mékinac jusqu'à son embouchure dans la rivière Saint-Maurice. La limite est de Saint-Roch-de-Mékinac s'arrête au Lac des Îles (partie sud) et entre les lacs Second lac Roberge et le lac Roberge.

## Démographie
| 1991 | 1996 | 2001 | 2006 | 2011 | 2016 | 2021 |
| ---- | ---- | ---- | ---- | ---- | ---- | ---- |
| 292  | 298  | 306  | 324  | 438  | 302  | 304  |

Logements privés occupés par les résidents permanents (2011) : 227 (sur un total de 301 logements).
Langue maternelle :
- Le français comme langue maternelle : 97 %
- L'anglais comme langue maternelle : 0 %
- L'anglais et le français comme première langue : 0 %
- Autres langues maternelles : 3 %

## Administration
Les élections municipales se font en bloc pour le maire et les six conseillers.
| Saint-Roch-de-Mékinac Maires depuis 2005                                                                             |                 |         |          |
| Élection | Maire           | Qualité | Résultat |
| 2005 | Claude Dumont   |         | Voir     |
| 2009 | Guy Dessureault |         | Voir     |
| 2013 | Guy Dessureault | Voir    |          |
| 2017 | Guy Dessureault | Voir    |          |
| 2021 | Rita Dufresne   |         | Voir     |
| Élection partielle en italique Depuis 2005, les élections sont simultanées dans toutes les municipalités québécoises |                 |         |          |